# Kerti trupiál
A kerti trupiál (Icterus spurius) a madarak osztályának verébalakúak (Passeriformes) rendjébe, azon belül a csirögefélék (Icteridae) családjába tartozó faj.

## Rendszerezése
A fajt Carl von Linné svéd természettudós írta le 1766-ban, még a sárgarigófélék (Oriolidae) családjába tartozó Oriolus nembe Oriolus spurius néven, innen helyezték jelenlegi helyére.

## Alfajai
- Icterus spurius fuertesi Chapman, 1911[2] vagy Icterus fuertesi[1]
- Icterus spurius phillipsi Dickerman & Warner, 1962
- Icterus spurius spurius (Linnaeus, 1766)[2]

## Előfordulása
Kanada, az Amerikai Egyesült Államok és Mexikó területén fészkel, telelni délebbre költözik, eljut Belize, Costa Rica, Guatemala, Honduras, Nicaragua,  Panama, Salvador, Kolumbia, a Turks- és Caicos-szigetek, valamint Venezuela területére is.
Természetes élőhelyei a szubtrópusi és trópusi lombos erdők és szavannák, valamint síkvidéki esőerdők és ültetvények. Vonuló faj.

## Megjelenése
Átlagos testhossza 17 centiméter, testtömege 18-28 gramm.
|  |  |

## Életmódja
Ízeltlábúakkal táplálkozik, de növényi anyagokat is fogyaszt.

## Természetvédelmi helyzete
Az elterjedési területe rendkívül nagy, egyedszáma pedig stabil. A Természetvédelmi Világszövetség Vörös listáján nem fenyegetett fajként szerepel.